# What's Opera, Doc?
«Что за опера, док?» (англ. What's Opera, Doc?) — короткометражный комедийно-драматический рисованный мультфильм из мультсериала Весёлые мелодии режиссёра Чака Джонса. Лента занимает 1-е место в списке 50 величайших мультфильмов, составленном в 1994 году историком анимации Джерри Беком. Мультфильм включён в Национальный реестр фильмов в 1992 году.

## Сюжет
Весь мультфильм представляет собой музыкальную постановку (оперу).
Элмер Фадд в образе Зигфрида-викинга предстаёт зрителям, сопровождаемый раскатами грома и образами Тора. Он обнаруживает следы кролика и отправляется убить его. Кроме копья, Элмер также вооружён волшебным шлемом, управляющим молниями. Элмер находит Багза Банни и начинает погоню за ним. Кролик переодевается в прекрасную деву Брюнхильду, и Элмер немедленно влюбляется в неё. «Брюнхильда» отвечает ему взаимностью, но в порыве страстных объятий парик с кролика спадает, разъярённый Элмер продолжает погоню. C помощью своего шлема он разрушает скальный массив, в который убежал Багз. Он находит бездыханное тело кролика и начинает сожалеть о содеянном. К счастью, Багз Банни оказывается жив.

## Роли озвучивали
- Мел Бланк — Багз Банни (Брюнхильда)
- Артур Брайан[англ.] — Элмер Фадд (Зигфрид)